# Out of Control (album)
Az Out Of Control az angol Girls Aloud lánybanda ötödik stúdióalbuma. A lemez két TOP10-es kislemezt tartalmaz, és az együttes legsikeresebb stúdiólemezének tekinthető.

## Dallista
1. "The Promise" (Miranda Cooper, Brian Higgins, Jason Resch, Kieran Jones, Carla Marie Williams) – 4:04
2. "The Loving Kind" (Miranda Cooper, Brian Higgins, Tim Powell, Neil Tennant, Chris Lowe) – 3:54
3. "Rolling Back The Rivers In Time" (Miranda Cooper, Brian Higgins, Carla Marie Williams, Tim Powell, Nick Coler) – 4:27
4. "Love Is The Key" (Miranda Cooper, Brian Higgins, Tim Powell, Nick Coler, Girls Aloud) – 4:18
5. "Turn To Stone" (Miranda Cooper, Brian Higgins, Stuart McIennan, Tim Powell, Matt Gray, Sacha Collinson) – 4:26
6. "Untouchable" (Miranda Cooper, Brian Higgins, Tim Powell, Matt Gray) – 6:43
7. "Fix Me Up" (Miranda Cooper, Brian Higgins, Jason Resch, Kieran Jones, Carla Marie Williams, Tim Powell, Nick Coler) – 4:27
8. "Love Is Pain" (Miranda Cooper, Brian Higgins, Carla Marie Williams, Nick Coler) – 3:32
9. "Miss You Bow Wow" (Miranda Cooper, Brian Higgins, Tim Powell, Owen Parker, Toby Scott, Nick Coler, Lisa Cowling, Myra Boyle, Girls Aloud) - 4:11
10. "Revolution In The Head" (Miranda Cooper, Brian Higgins, Tim Powell, Nick Coler, Owen Parker, Carla Marie Williams, Girls Aloud) - 4:29
11. "Live In The Country" (Miranda Cooper, Brian Higgins, Tim Powell, Matt Gray, Niara Scarlett, Girls Aloud) – 4:19
12. "We Wanna Party" (Miranda Cooper, Lisa Cowling, Brian Higgins, Nick Coler, Tim Powell) - 3:54